# Plaza Isabel de Castilla
La plaza Isabel de Castilla es una plaza en el Centro de Montevideo, Uruguay. La plaza se encuentra en la avenida del Libertador Brigadier General Juan Antonio Lavalleja al este de la estación Central General Artigas.
En el centro de la plaza se encuentra el monumento "España al Uruguay", obra del escultor español José Clara. El monumento fue inaugurado el 12 de noviembre de 1954 por representantes del gobierno uruguayo y el embajador de España en Uruguay.

## Galería

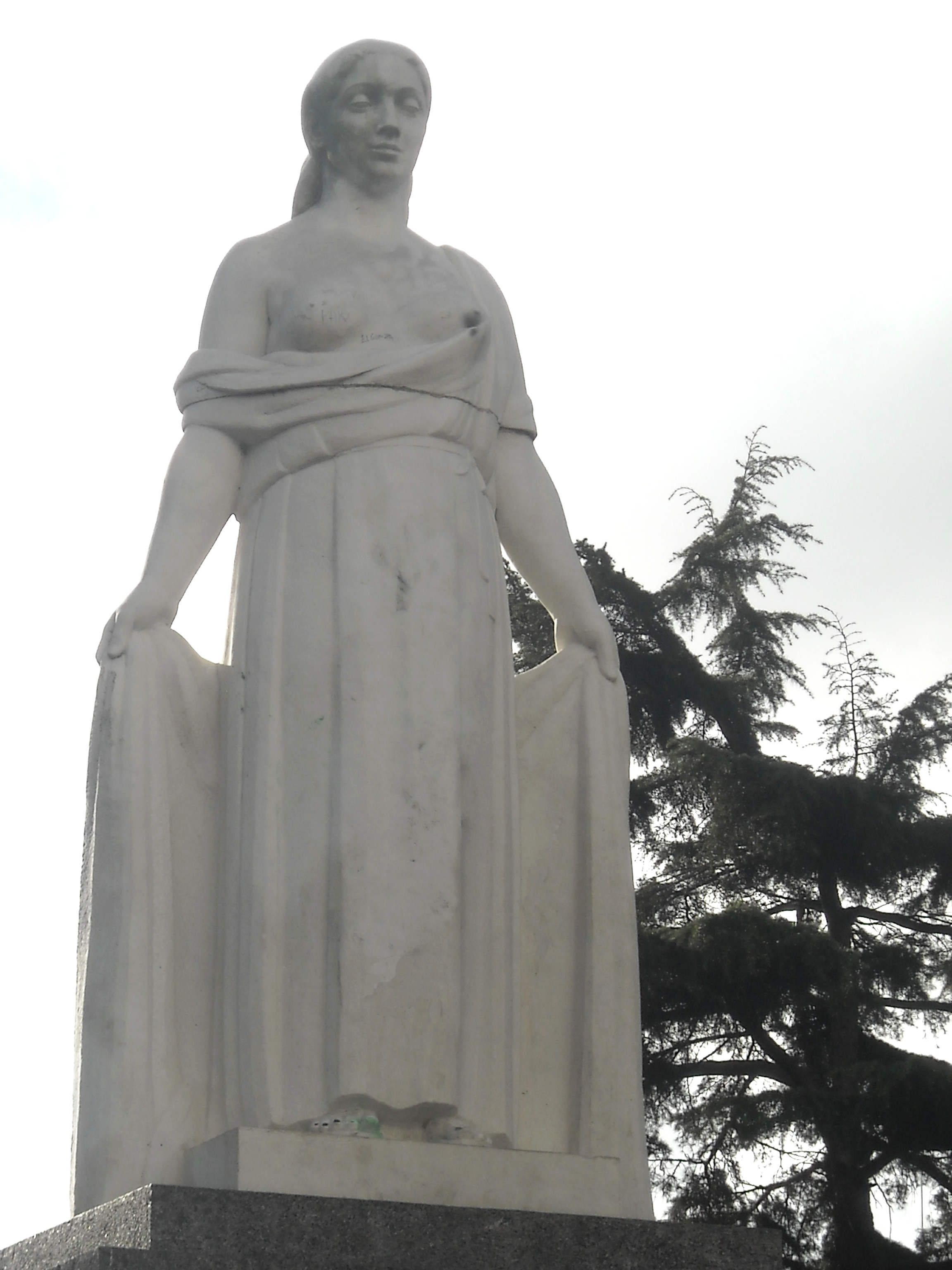
Escultura principal del monumento "España al Uruguay".
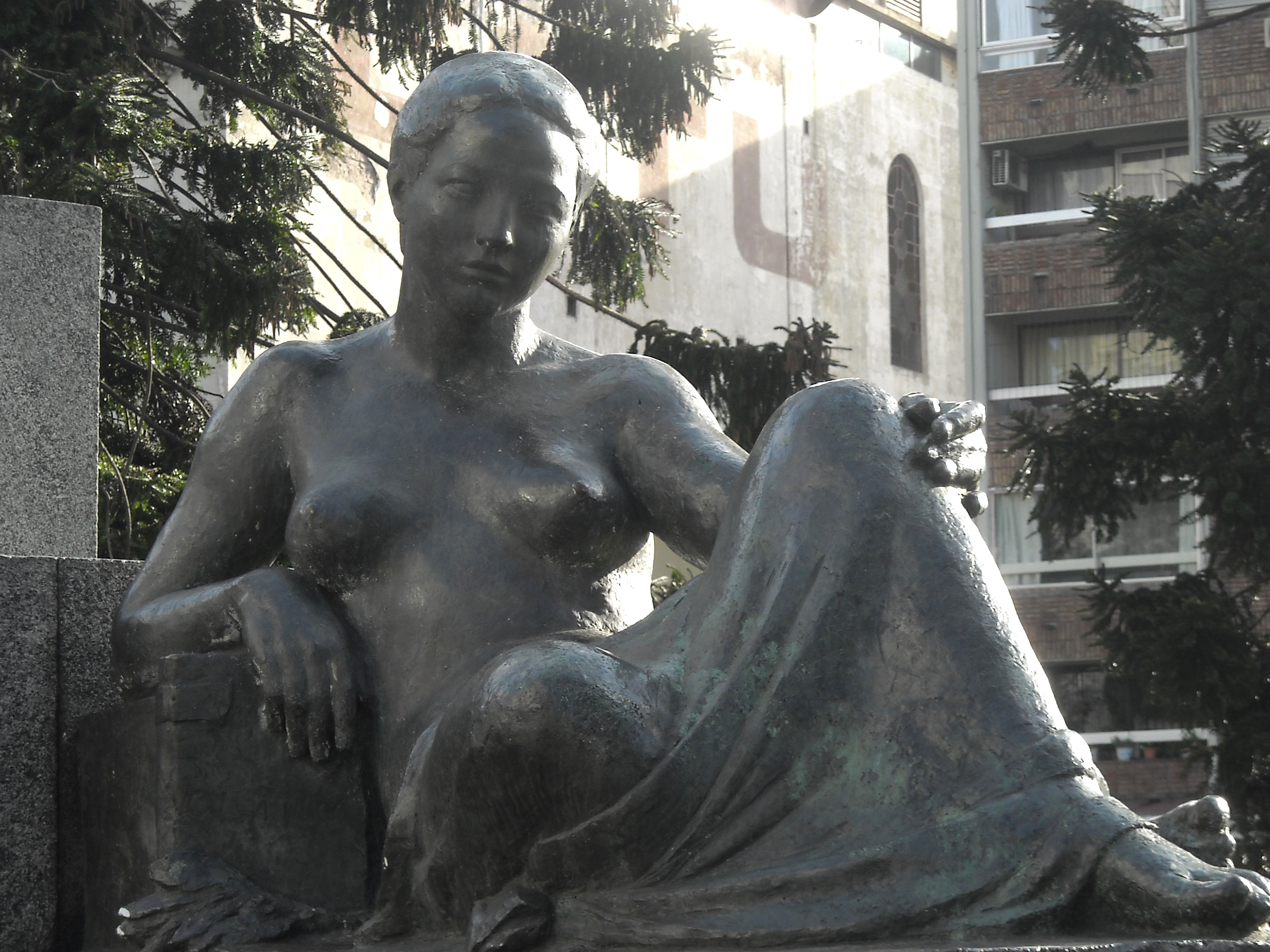
Escultura en el lado derecha del monumento.
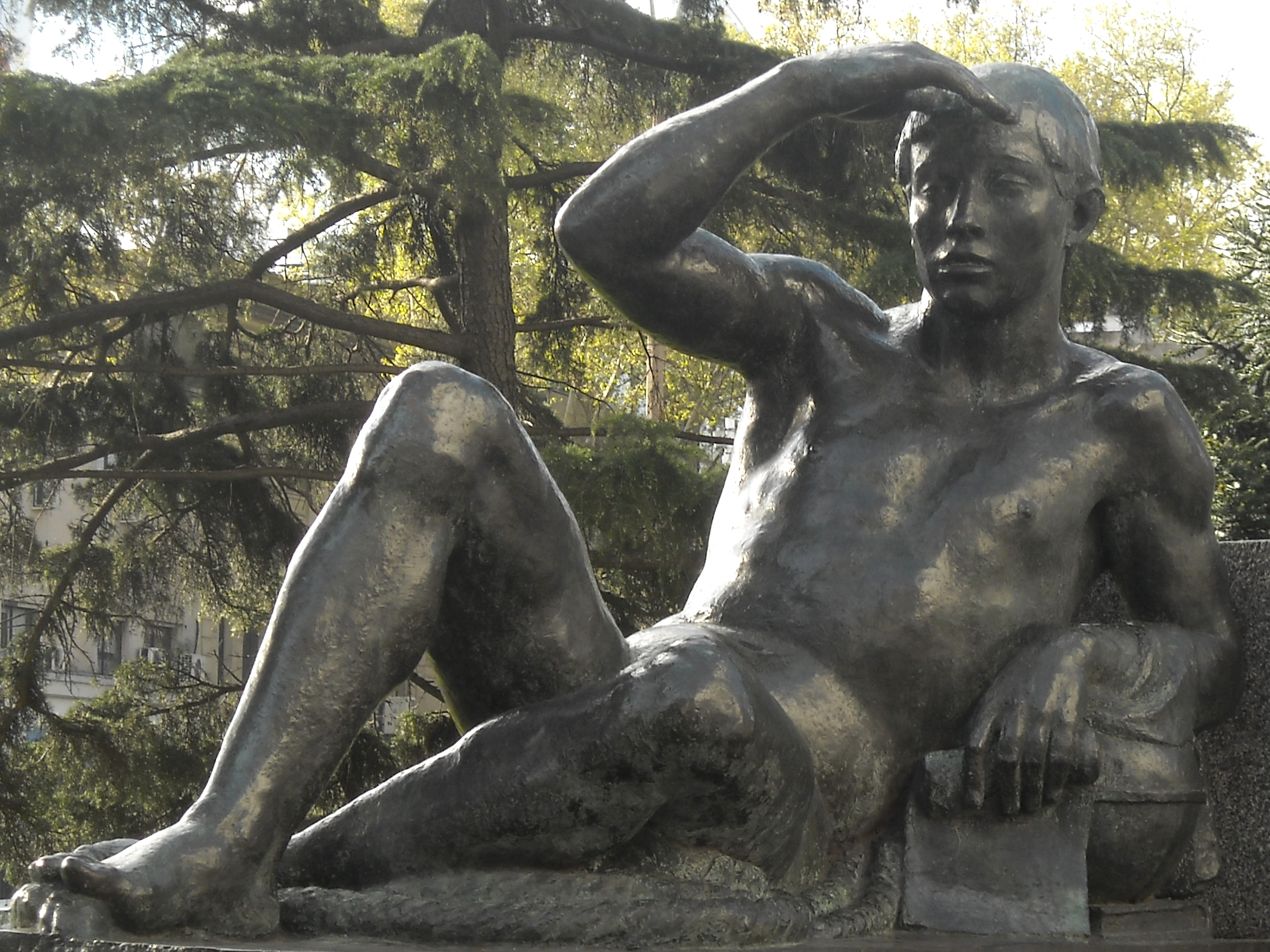
Escultura en el lado izquierdo del monumento.
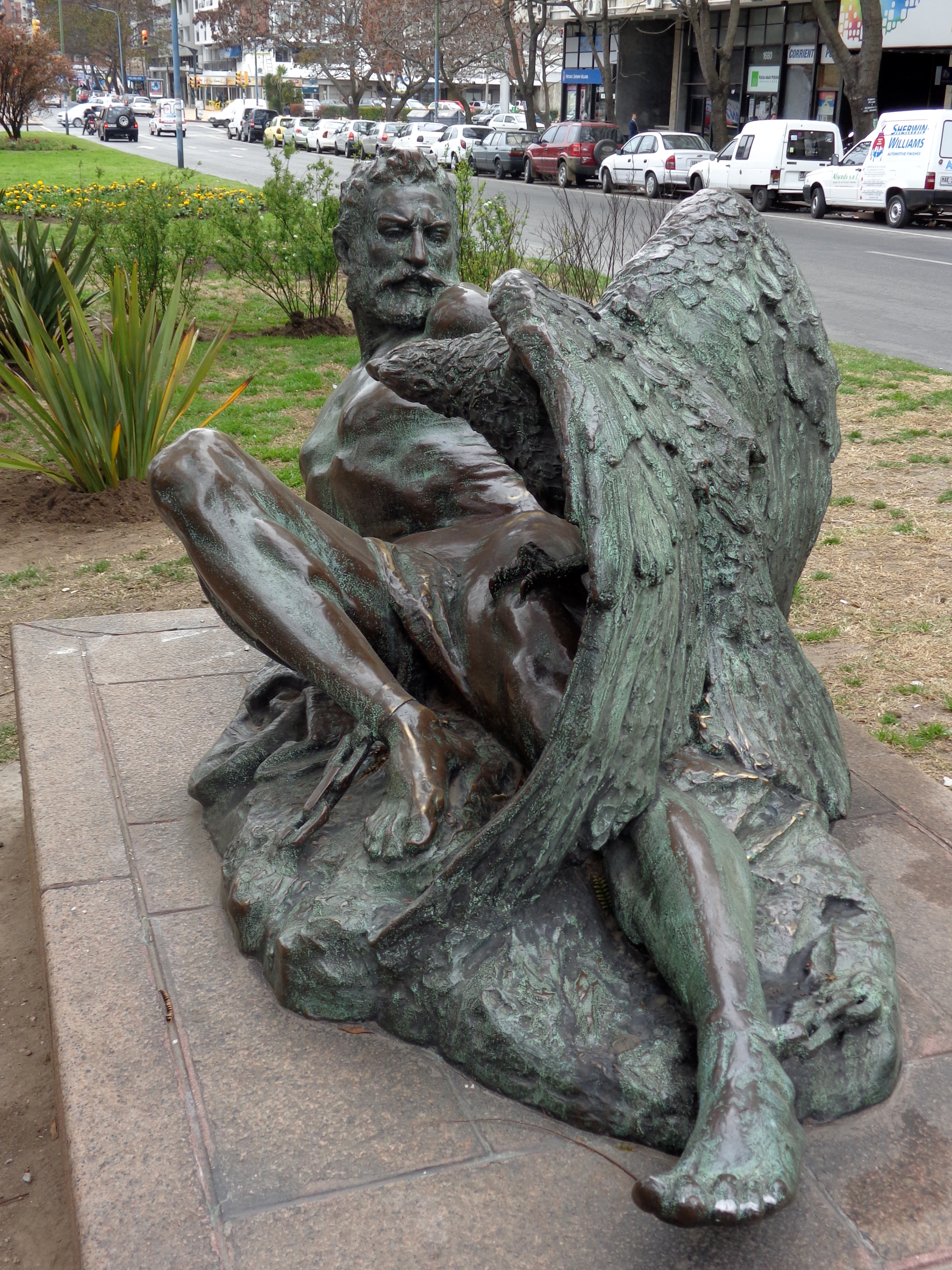
Escultura de Prometeo en la Plaza Isabel de Castilla